# Ignatios I. (Patriarch)

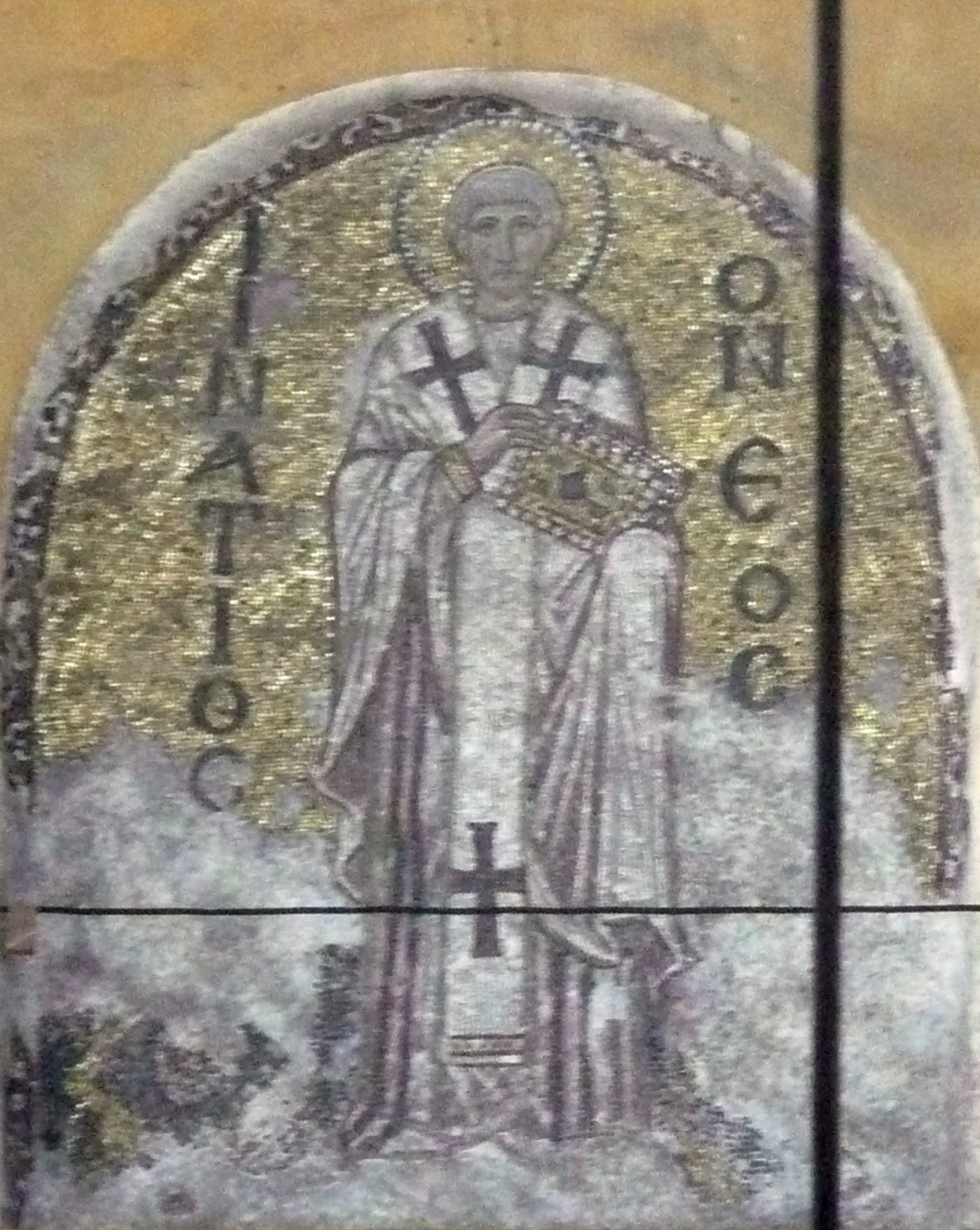
Ignatius von Konstantinopel, Nördliches Tympanon, Hagia Sophia, Istanbul

Ignatios I. (auch St. Ignatius, Ignatius von Konstantinopel, griechisch: Ιγνάτιος, * 797; † 23. Oktober 877 in Konstantinopel) war Patriarch von Konstantinopel vom 4. Juli 847 bis 23. Oktober 858 und vom 23. November 867 bis zu seinem Tod am 23. Oktober 877. Im Martyrologium Romanum der römisch-katholischen Kirche ist er als Heiliger verzeichnet; sein Fest ist der 23. Oktober.
Ignatios, der ursprünglich den Namen Niketas trug, war der jüngste Sohn des byzantinischen Kaisers Michael I. Rhangabes und der Prokopia, der Tochter von Kaiser Nikephoros I. Während seine älteren Brüder Theophylaktos und Staurakios im Dezember 811 zu Mitkaisern avancierten, wurde Niketas, obwohl er noch ein Kind war, zum nominellen Kommandeur des neuen Korps der kaiserlichen Wachen, der Hikanatoi, ernannt. Nach dem Sturz seines Vaters durch Kaiser Leo V. 813 wurde er ebenso wie sein überlebender Bruder Theophylaktos zwangsweise kastriert (und konnte somit nicht Kaiser werden) und auf die Insel Proti bei Konstantinopel verbannt. Dort wurde er Abt und gründete drei weitere Klöster auf den Prinzeninseln, denen er ebenfalls vorstand.
Die Kaiserinmutter Theodora II. ernannte Ignatios, der ein standhafter Gegner des Bildersturms war, am 4. Juli 847 als Nachfolger von Methodios I. zum Patriarchen von Konstantinopel. Ignatios verstrickte sich bald in den Konflikt zwischen den Mönchen vom Studionkloster und den Gemäßigten in der Kirche, die über die Frage stritten, wie mit den Geistlichen zu verfahren sei, die in der Vergangenheit mit den Bilderstürmern sympathisiert hatten. Ignatios ergriff Partei für die Seite der konservativen Studiten und setzte den Erzbischof von Syrakus, Gregorios Asbestas, den Anführer der gemäßigten Partei, ab. Asbestas ersuchte den Papst Leo IV. um Hilfe. Damit begann eine Zeit der Spannungen in den Beziehungen zwischen der römischen und der konstantinopolitanischen Kirche.
Ignatios, der den Regenten Bardas wegen Inzestes exkommuniziert hatte, verlor seinen Rückhalt, als Kaiser Michael III. und Bardas 857 Theodora entmachteten. Ignatios wurde am 23. November 858 zum Rücktritt gezwungen, aus der Stadt vertrieben und durch Photios ersetzt. Nachdem er längere Zeit in verschiedenen Gefängnissen festgehalten worden war, lebte Ignatios in seinem Kloster auf der Insel Terebinthos im Exil, bis er 860 wieder nach Konstantinopel zurückkehren durfte.
Da Photios einige Veränderungen an der Politik seines Vorgängers vornahm, appellierten Ignatios’ Unterstützer an Papst Nikolaus I., der zuerst  sich aus der Kontroverse herauszuhalten versuchte, dann aber im April 863 Photios alle kirchlichen Weihen absprach und Ignatios in das Amt des Patriarchen wieder einsetzte. Michael III. lehnte 865 die päpstliche Entscheidung ab.
867 bemächtigte sich Basileios I. des Throns, ließ Michael III. ermorden, verbannte Photios und setzte am 23. November 867 wieder Ignatios auf den patriarchalischen Thron. Ignatios entsandte Priester und Bischöfe nach Bulgarien, das der römische Stuhl für sich beanspruchte. Bulgarien kehrte 870 in den Einflussbereich der byzantinischen Kirche zurück. Seit Ignatios und Photios die gleiche Politik verfolgten, wurde der letztere zurückgeholt und als Tutor der Kinder des Kaisers eingestellt. Als Ignatios am 23. Oktober 877 starb, wurde Photios wieder Patriarch und befürwortete Ignatios' Heiligsprechung. Photius soll auch zu Ehren des Ignatios dessen Mosaikporträt in der Hagia Sophia gestiftet haben.